# Kwarta (geografia)
Kwarta geograficzna jest to jednostka do pomiaru kątów pomiędzy równikiem a równoleżnikiem przechodzącym przez dany punkt na Ziemi (szerokość geograficzna) lub południkiem zerowym a południkiem przechodzącym przez dany punkt na Ziemi (długość geograficzna). 
1 kwarta = 1/60 tercji = 1/3600 sekundy = 1/216000 minuty = 1/12960000 stopnia, 
czyli
 1"" = 1/60"′ = 1/3600″ = 1/216000′ = 1/12960000°

## Kwarta szerokości geograficznej
Na powierzchni Ziemi odcinek jednej kwarty geograficznej równa się 0,008 m wzdłuż każdego południka.

## Kwarta długości geograficznej
Podobną wartość osiąga na obwodzie równika (0,008 m), jednak wraz ze wzrostem szerokości geograficznej odcinek kwarty kątowej na obwodach kolejnych równoleżników jest coraz mniejszy, a na samych biegunach geograficznych skraca się do zera.